# Malakoff Médéric
Malakoff Médéric est un ancien groupe paritaire de protection sociale français, issu de la fusion le 30 juin 2008, du groupe Malakoff et du groupe Médéric. Son siège social était situé 21 rue Laffitte à Paris 9e, à l'emplacement de l'ancienne banque Rothschild.
Le groupe Malakoff Médéric fusionne avec Humanis le 1er janvier 2019 pour devenir Malakoff Mederic Humanis, générant des tensions au sein du groupe lors du rapprochement entre les deux organisations.

## Histoire

### Avant 1945
Le groupe Malakoff est issu du Comité des forges, association patronale créée à la fin du XIXe siècle pour le secteur professionnel des mines et de la métallurgie. En 1891, un groupe d’industriels appartenant au Comité des Forges crée la Caisse syndicale d'assurance mutuelle des Forges de France contre les accidents du travail. Elle est destinée à garantir le service de rentes en cas d’accidents survenant pendant leur travail aux ouvriers des entreprises affiliées. La Caisse étend progressivement son champ d’application à tous les membres des syndicats affiliés à l'Union des industries et métiers de la métallurgie (UIMM). Les prestations, initialement limitées à l'attribution de rentes en cas d'incapacité permanente ou de décès par accident du travail, ainsi qu'au versement d'indemnités en cas de longue incapacité temporaire, sont plus tard étendues à la couverture des incapacités de courte durée.
À l'issue de la Première Guerre mondiale, quelques patrons décident de verser à leurs ouvriers un « sur-salaire » dont le montant dépend, notamment, du nombre d’enfants à charge. Pour éviter qu’une charge financière trop lourde ne pèse sur les entreprises qui comptent une forte proportion de chefs de famille, une péréquation entre entreprises est mise en place. Ce mécanisme de compensation est mis en œuvre par des caisses et sera à l'origine des premières formes d'allocations familiales. Pour accroître leur efficacité, une coordination de leurs activités est mise en place, avec la création en 1920, du Comité central des allocations familiales (CCAF). Cette même année, pour répondre aux attentes de certains milieux professionnels pour une meilleure couverture sociale, est mis en place, en s’inspirant de l’expérience du CCAF, le Comité central des assurances sociales. Sa mission sera de faire connaître les nouvelles garanties face aux différents risques : vieillesse, invalidité, maladie, maternité. Ces deux organismes, CCAF et CCAS, sont à l'origine des organismes qui composent le groupe Médéric.

### Naissance des groupes Malakoff et Médéric
Le terme de "groupe Malakoff" apparaît en 1971. Il provient de l'avenue de Malakoff à Paris, où deux composantes formatrices du groupe ont leur siège : l'IRCOMMEC (Institution de retraites complémentaires des ouvriers et mensuels des industries métallurgiques, mécaniques, électriques et connexes) au numéro 121 et l'IRPSIMMEC (Institution de retraite et de prévoyance des salariés des industries métallurgiques, mécaniques et électriques) au numéro 212.
Symétriquement, le terme de "groupe Médéric" apparaît en 1992, du nom de la rue Médéric où la CIPC (Caisse Interprofessionnelle de Prévoyance des Cadres), une des composantes formatrice du groupe, a alors son siège aux numéros contigus 29 et 31.
Au 1er janvier 2000, le groupe Médéric est créé par la fusion de la CIPS (Caisse Interprofessionnelle de Prévoyance des Salariés) et de la CIPC (Caisse Interprofessionnelle de Prévoyance des Cadres). La CIRRES (Caisse Interprofessionnelle Régionale de Retraite des Salariés, basée à Roanne) et l'IRIHA (Institution de Retraite des Industries de l'Habillement), qui s'étaient déjà rapprochées de la CIPS, intègrent le groupe.

### Coopérations puis fusion
À partir des années 1970, les groupes Malakoff et Médéric réalisent des opérations communes : création de l'IRCASUP (Institution de retraite pour les cadres supérieurs), lancement de coopérations techniques induites par l'application de la loi Évin du 31 décembre 1989. Dans les années 1990, les deux groupes s'associent pour la distribution de produits de prévoyance collective.
En 2004, Malakoff et Médéric créent une filiale commune, Si2m, qui regroupe leurs services informatiques, première étape avant la fusion.
Dans un contexte d'évolution législative de la retraite complémentaire (concentration des caisses, réduction du nombre de plates-formes informatiques), le processus de fusion de Malakoff et Médéric est confirmé le 1er octobre 2007, puis effectif le 1er juillet 2008.

## Activités
Le groupe comprend quatre institutions de retraite complémentaire, qui assurent la gestion des adhésions aux régimes de retraite complémentaire AGIRC-ARRCO :
- Institution de retraite complémentaire par répartition (IREC),
- Caisse de prévoyance des industries métallurgiques, mécaniques, électriques et connexes (CAPIMMEC),
- Caisse interprofessionnelle de prévoyance des cadres-Retraite (CIPC-R),
- Caisse interprofessionnelle paritaire des salariés (CIPS)

## Fusion avec Humanis
En septembre 2014, des pourparlers de fusion sont annoncés entre Malakoff Médéric et La Mutuelle Générale.
Dans ce contexte, Guillaume Sarkozy, frère aîné de l'ex-président Nicolas Sarkozy, délégué général du groupe de 2006, est vu comme un obstacle à la fusion et est débarqué de sa fonction avec une forte indemnité. Finalement, ces pourparlers échouent en mai 2016.
En 2016, Thomas Saunier est nommé Directeur général du groupe Malakoff Mederic, puis Humanis en 2018.
En juillet 2018, l'Autorité de la concurrence autorise la fusion de Malakoff Médéric et Humanis. L'autorité de contrôle prudentiel et de résolution (ACPR) rend en novembre 2018 une décision favorable. Malakoff Mederic et Humanis fusionnent le 1er janvier 2019 pour devenir Malakoff Médéric Humanis.

## Polémiques
En 2015, selon le journaliste spécialiste des questions sociales François Charpentier, Guillaume Sarkozy a reçu entre 1 et 2 millions d'euros d'indemnités lors de son éviction de la direction de Malakoff-Médéric, puis a continué a percevoir un salaire annuel de 650 000 euros.
Le 18 octobre 2018, la CNIL met en demeure Malakoff-Médéric pour avoir détourné les données personnelles de plusieurs centaines de milliers de personnes, grâce à ses accès aux données de l'Agirc et de l'Arcco, pour faire de la prospection commerciale pour ses propres produits d'assurances et services,.